# Tolidostena hayashii
Tolidostena hayashii es una especie de coleóptero de la familia Mordellidae.

## Distribución geográfica
Habita en la Isla de Taiwán.